# Castelo Drochil

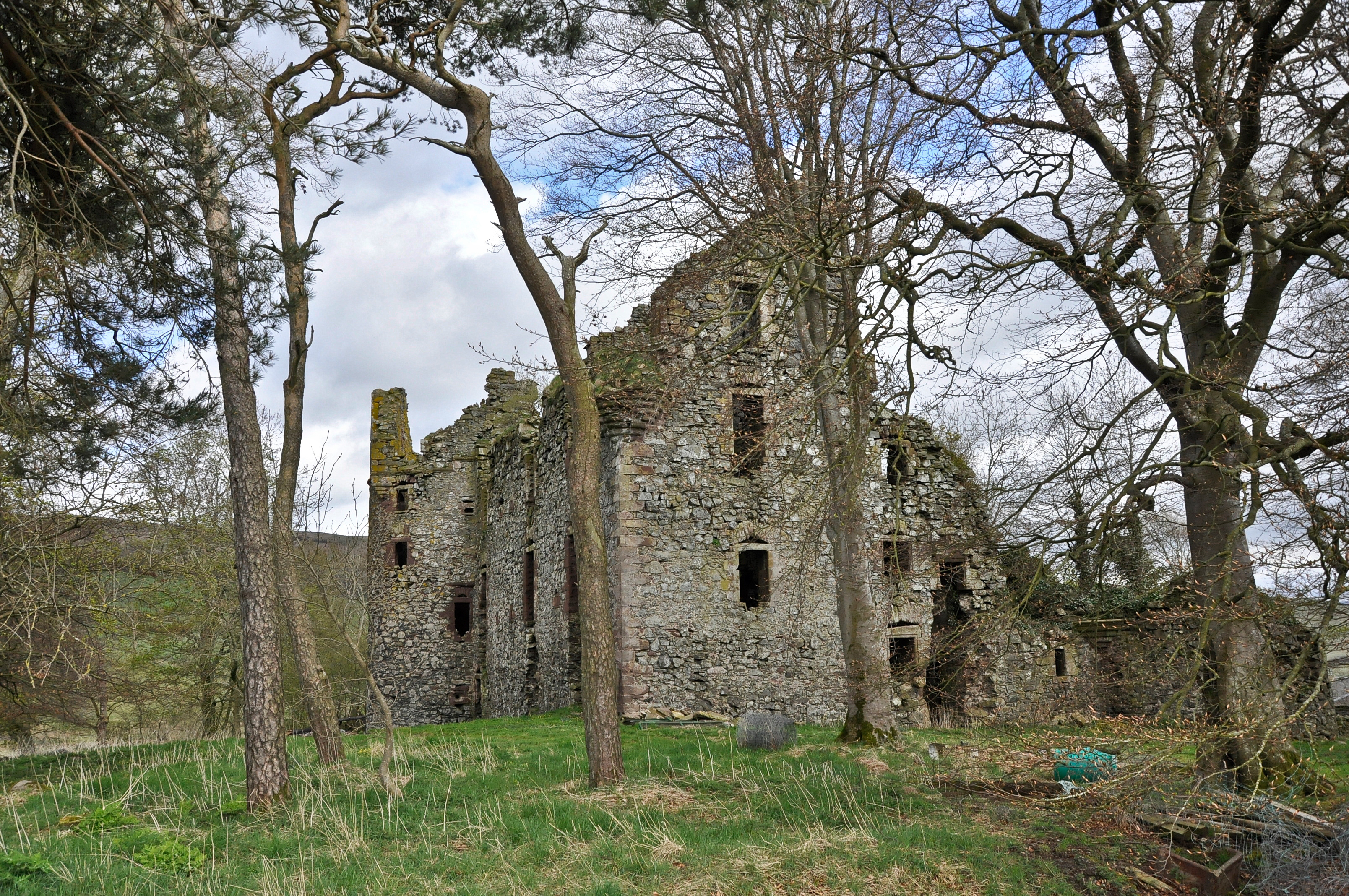
Castelo Drochil, Escócia.

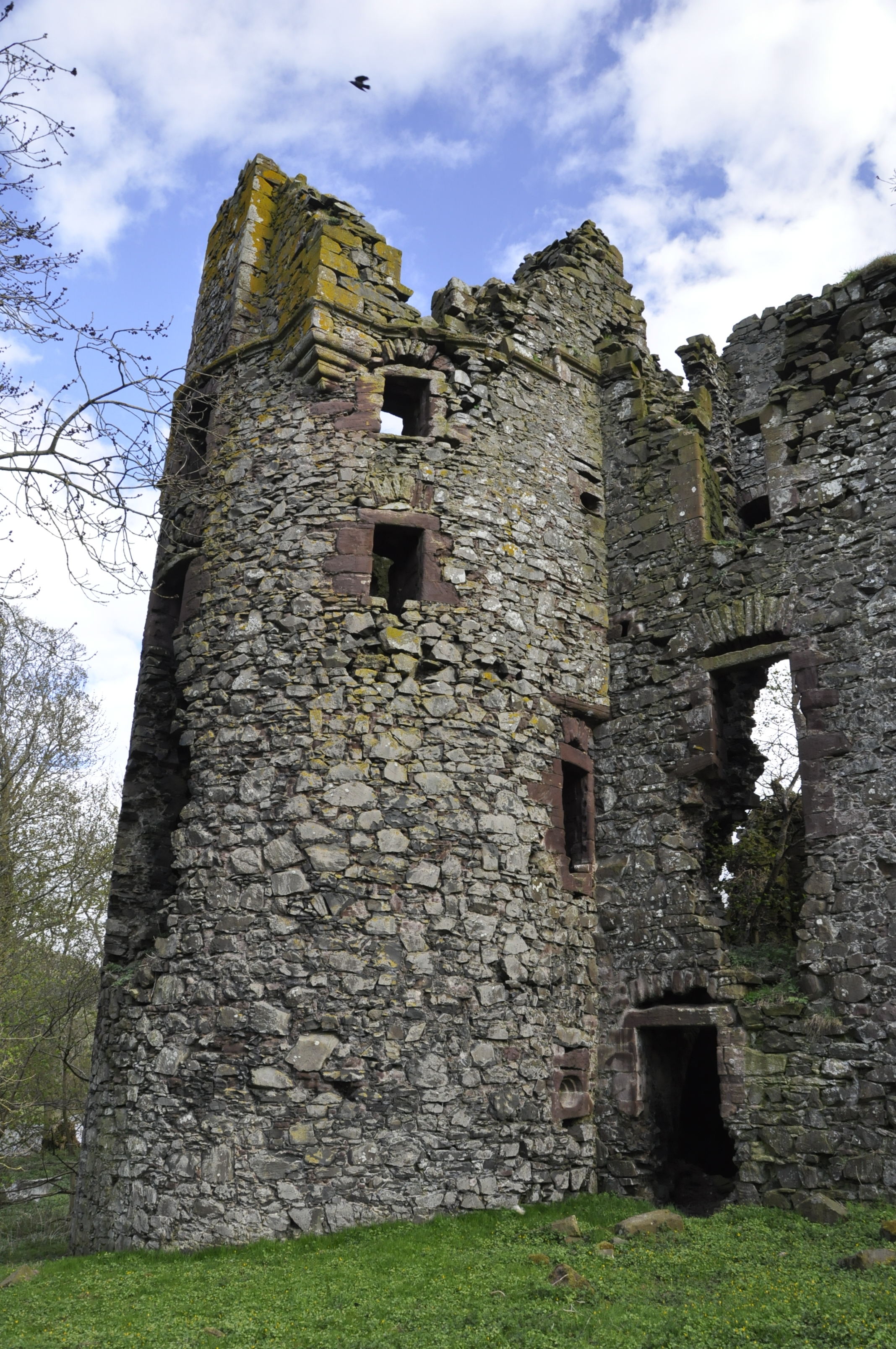
Torre noroeste.

O Castelo Drochil (em inglês:  Drochil Castle) é um castelo em ruínas localizado em Newlands, Scottish Borders, Escócia.
Encontra-se classificado na categoria "A" do "listed building" desde 23 de fevereiro de 1973.